# Buhy
Buhy é uma comuna francesa na região administrativa da Ilha de França, no departamento do Vale do Oise. Estende-se por uma área de 6.86 km². Em 2010 a comuna tinha 326 habitantes (densidade: 47,5 hab./km²).